# Ahanta
Pour le peuple ahanta, voir Ahantas.
L’ahanta une langue kwa du groupe akan ou tano central parlée au Ghana par les Ahantas.

## Écriture
L’ahanta est écrit avec l’alphabet recommandé par l’Akan Orthography Commitee avec l’addition de deux voyelles : ɩ et ʋ, aussi parfois écrites italique : i et u, ou encore soulignées dans l’écriture manuscrites : i̱ et u̱ .
| majuscules | A | B | D | Ɛ | E | F | G | H | I | Ɩ | K | L | M | N | O | Ɔ | P | R | S | T | U | Ʋ | V | W | Y | Z |
| minuscules | a | b | d | ɛ | e | f | g | h | i | ɩ | k | l | m | n | o | ɔ | p | r | s | t | u | ʋ | v | w | y | z |